# تاریخچه حسابداری

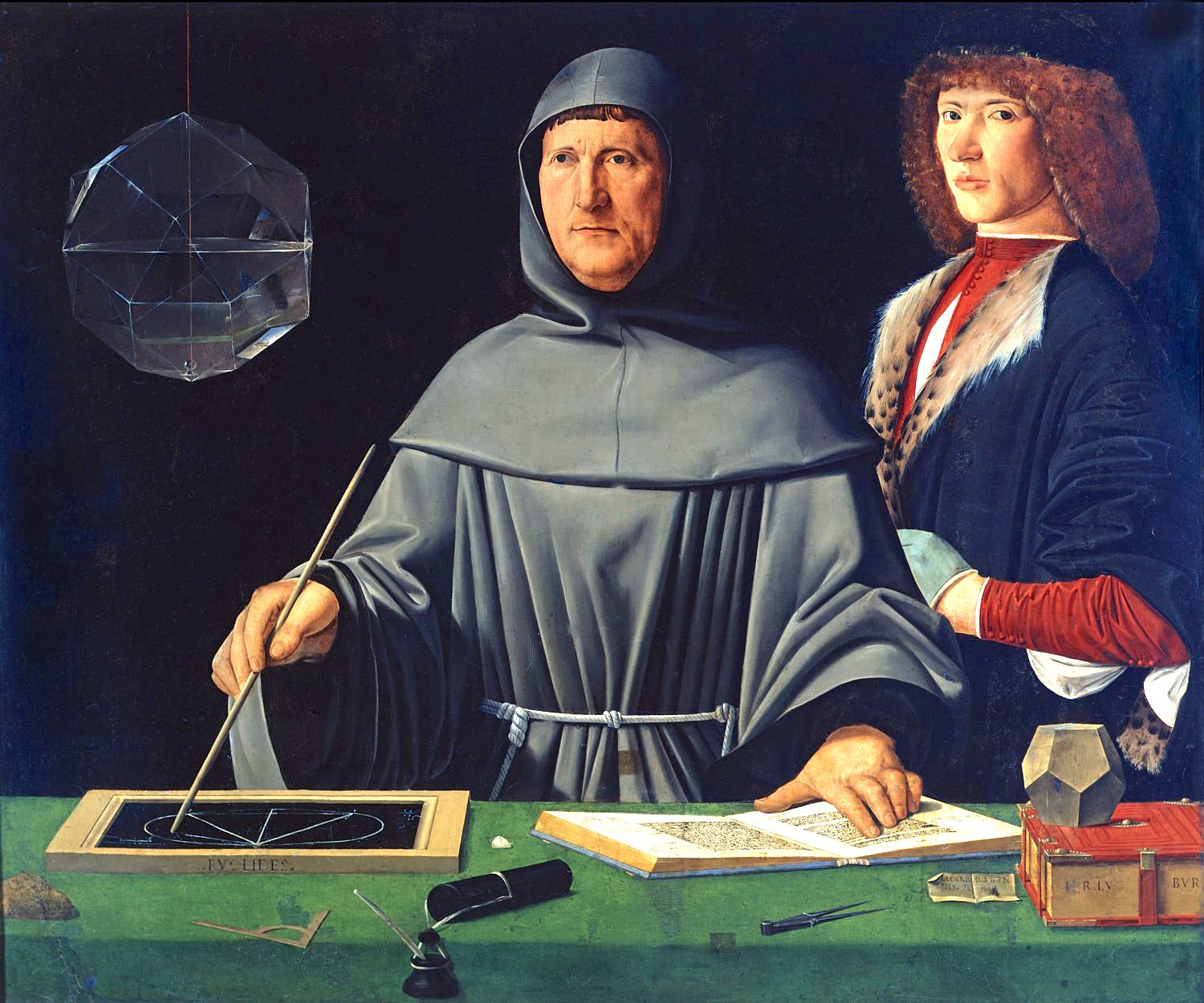
پرتره لوکا پاچیولی ، منتسب به ژاکوپو باربری، ۱۴۹۵، (موزه دی کاپودیمونته).

تاریخچه حسابداری (به انگلیسی: History of accounting) را می‌توان در تمدن‌های باستانی جستجو کرد.
توسعه اولیه حسابداری مربوط به بین‌النهرین باستان است و ارتباط تنگاتنگی با تحولات نوشتاری، شمارش و پول و سیستم‌های حسابرسی اولیه توسط مصریان و بابلیان باستان دارد. در زمان امپراتوری روم، دولت به اطلاعات دقیق مالی دسترسی داشت.
در هند، چاناکیا نسخه خطی مشابه کتاب مدیریت مالی، در دوره امپراتوری مائوریا، نوشت. کتاب "Arthashasthra" وی شامل چند جنبه جزئی از نگهداری دفاتر حسابداری برای یک کشور مستقل است.
لوکا پاچیولی ایتالیایی، شناخته شده به عنوان پدر حسابداری و دفترداری اولین کسی است که اثری دربارهٔ حسابداری دوطرفه منتشر کرد و این رشته را در ایتالیا معرفی کرد.
حرفه مدرن حسابدار رسمی در قرن نوزدهم در اسکاتلند پدید آمد. حسابداران اغلب به انجمن‌های مشابه وکلا تعلق داشتند که اغلب خدمات حسابداری را به مشتریان خود ارائه می‌کردند. حسابداری مدرن اولیه شباهت‌هایی با حسابداری قانونی امروزی داشت. حسابداری در قرن نوزدهم به حرفه ای سازمان یافته تبدیل شد، با ادغام نهادهای حرفه ای محلی در انگلستان، مؤسسه حسابداران رسمی در انگلستان و ولز را در سال ۱۸۸۰ تشکیل دادند.

## تاریخ باستان

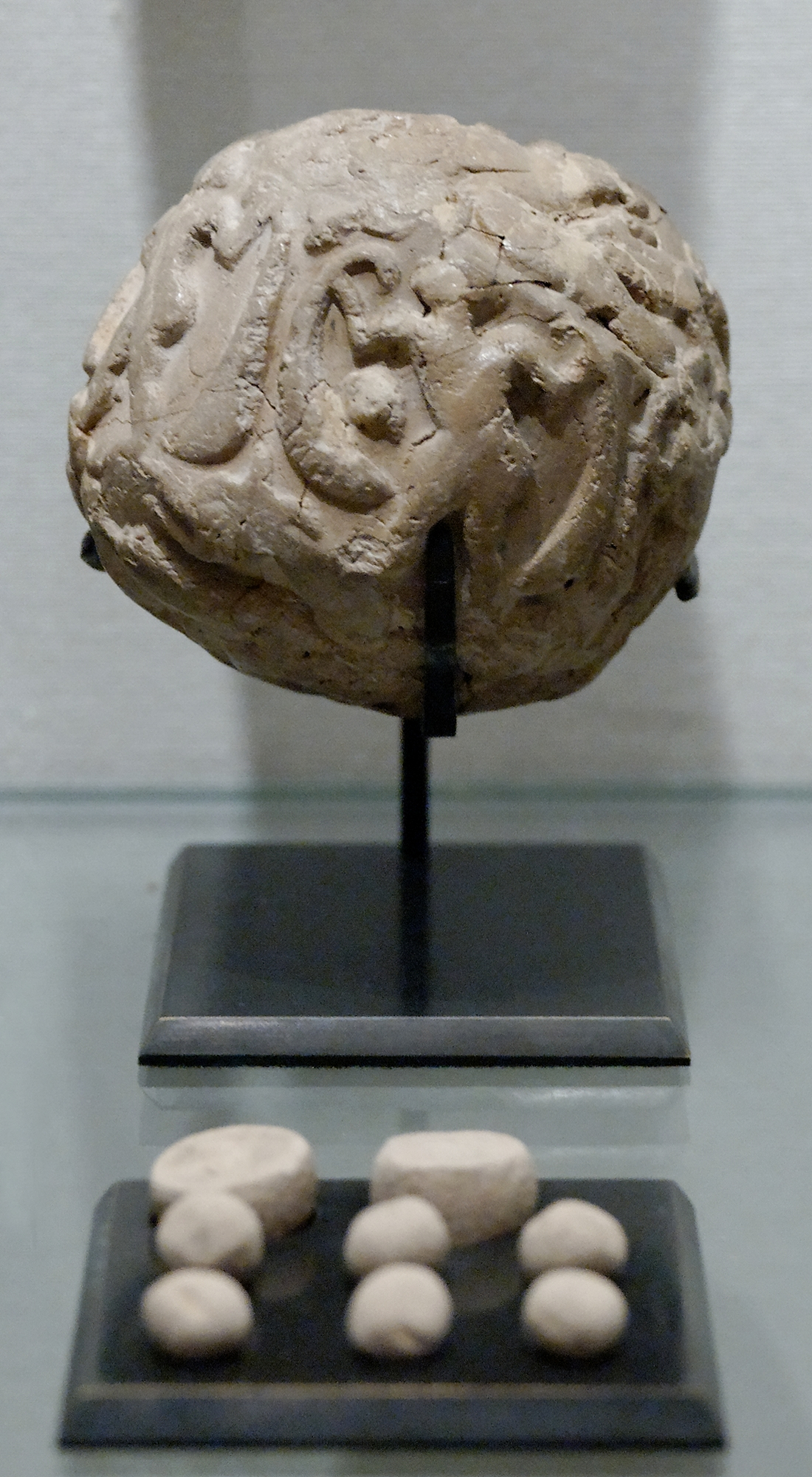
پاکت کروی (معروف به Bulla) با خوشه ای از نشانه‌های حسابداری، دوره اوروک، ۴۰۰۰–۳۱۰۰ قبل از میلاد، از شوش. موزه لوور

### توسعه اولیه حسابداری
سوابق حسابداری با قدمت بیش از ۷۰۰۰ سال در بین‌النهرین یافت شده‌است، و اسناد از بین‌النهرین باستان لیست هزینه‌ها و کالاهای دریافتی و معامله شده را نشان می‌دهد. توسعه حسابداری، همراه با پول و اعداد، ممکن است مربوط به مالیات و فعالیتهای تجاری معابد باشد:
«بخش دیگری از توضیح در مورد اینکه چرا حسابداری از استعاره عددی استفاده می‌کند این است که پول، اعداد و حسابداری به هم پیوسته‌اند و شاید از مبدأ آنها تفکیک‌ناپذیر باشد: همه در زمینه کنترل کالاها، سهام و معاملات در اقتصاد معبد بین‌النهرین پدیدار شداند.»
توسعه اولیه حسابداری ارتباط تنگاتنگی با تحولات نوشتن، شمارش و پول داشت. به‌طور خاص، شواهدی وجود دارد که نشان می‌دهد یک مرحله کلیدی در توسعه شمارش - گذار از شمارش ملموس به شمارش انتزاعی - مربوط به توسعه اولیه حسابداری و پول بوده و در بین‌النهرین صورت گرفته‌است.
سایر سوابق حسابداری اولیه نیز در ویرانه‌های بابل باستانی، آشور و سومر یافت شده‌است که قدمت آنها به بیش از ۷۰۰۰ سال قبل می‌رسد. مردم آن زمان برای ثبت رشد محصولات و گله‌ها به روشهای اولیه حسابداری تکیه می‌کردند. از آنجا که یک فصل طبیعی برای کشاورزی و گله داری وجود داشت، به راحتی می‌توان شمارش و تعیین کرد که آیا پس از برداشت محصول یا از شیر گرفتن حیوانات جوان مازادی به دست آمده‌است.

### گسترش نقش حسابدار
بین هزاره چهارم پیش از میلاد و هزاره سوم پیش از میلاد، رهبران و کشیشان حاکم در ایران باستان افرادی را بر امور مالی نظارت می‌کردند. در گودین تپه (گدین تپه) و تپه یحیی (تپه یحیی)، نشانه‌هایی استوانه ای که برای دفترداری بر روی خط‌های سفالی استفاده می‌شد، در ساختمانهایی یافت می‌شد که دارای اتاقهای بزرگ برای نگهداری محصولات بودند. در یافته‌های گودین تپه، متن‌ها فقط حاوی جداول با شکل بودند، در حالی که در یافته‌های تپه یحیی، متن‌ها نیز حاوی نمایش‌های گرافیکی بودند. اختراع نوعی حسابداری با استفاده از نشانه‌های سفالی یک جهش شناختی عظیم را برای بشر نشان می‌داد.
در طول هزاره دوم قبل از میلاد، گسترش تجارت و تجارت نقش حسابدار را گسترش داد. فنیقی‌ها الفبایی آوایی را «احتمالاً برای مقاصد دفترداری»، مبتنی بر خط سلسله مراتبی مصر، ابداع کردند و شواهدی وجود دارد که فردی در مصر باستان عنوان «مأمور کنترل کاتبان» را در اختیار داشته‌است. همچنین شواهدی برای شکل اولیه حسابداری در عهد عتیق وجود دارد. به عنوان مثال، کتاب هجرت، موسی را توصیف می‌کند که ایتامار را درگیر مصالح کمک شده برای ساخت خیمه می‌کند.
حدود قرن چهارم قبل از میلاد، مصریان باستان و بابلی‌ها سیستم‌های ممیزی برای بررسی حرکت در داخل و خارج از انبارها، از جمله «گزارش‌های ممیزی» شفاهی، و در نتیجه اصطلاح «ممیز» (از audire، برای شنیدن به لاتین) داشتند. اهمیت مالیات نیاز به ثبت پرداخت‌ها را ایجاد کرده بود، و سنگ رزتا همچنین توصیف یک شورش مالیاتی را شامل می‌شود.

### ایران عصر هخامنشی
در ایران عصر هخامنشی، نظام مالی و پولی جامع و منسجمی برقرار بوده و حساب درآمدها و مخارج حکومت به ریز و به دقت، ثبت و ضبط و نگاهداری می‌شده‌است. حدود سی هزار لوح از بخشی از کاخ جمشید موسوم به خزانه، محل اسناد مالی کاخ‌های مزبور به دست آمده‌است که حکایت از وسعت ثبت اطلاعات مالی آن دوران دارد. تاریخ این لوحها حدود ۴۸۰ سال قبل از میلاد است. یکی از این لوح‌ها که به خط عیلامی است، توسط پروفسور جرج کامرون، مطالعه و خوانده شده‌است و کتاب «اصول حسابداری» ترجمة آن را بازگو می‌کند:
برابر سه «کارشا» و شش «شکِل» نقره به وسیله «شاکا» (مدیر صندوق) به کارگرانی که درهای آهنی «پارسه» (تخت جمشید) را می‌سازند و «بردکاما» مسئول کار ایشان است، پرداخت شد. معادل این مبلغ به‌طور مقرر به قرار هر سه «شکِل» نقره یک گوسفند احتساب گردید. مدت کار ایشان از ماه آدوکنئیش تا ماه ویخن (ماه اول تا دوازدهم) سال ششم (سلطنت خشایار شاه) بوده و دو نفر هرکدام ماهی یک شکل و نیم نقره (دستمزد) دریافت می‌کردند.

## امپراطوری روم

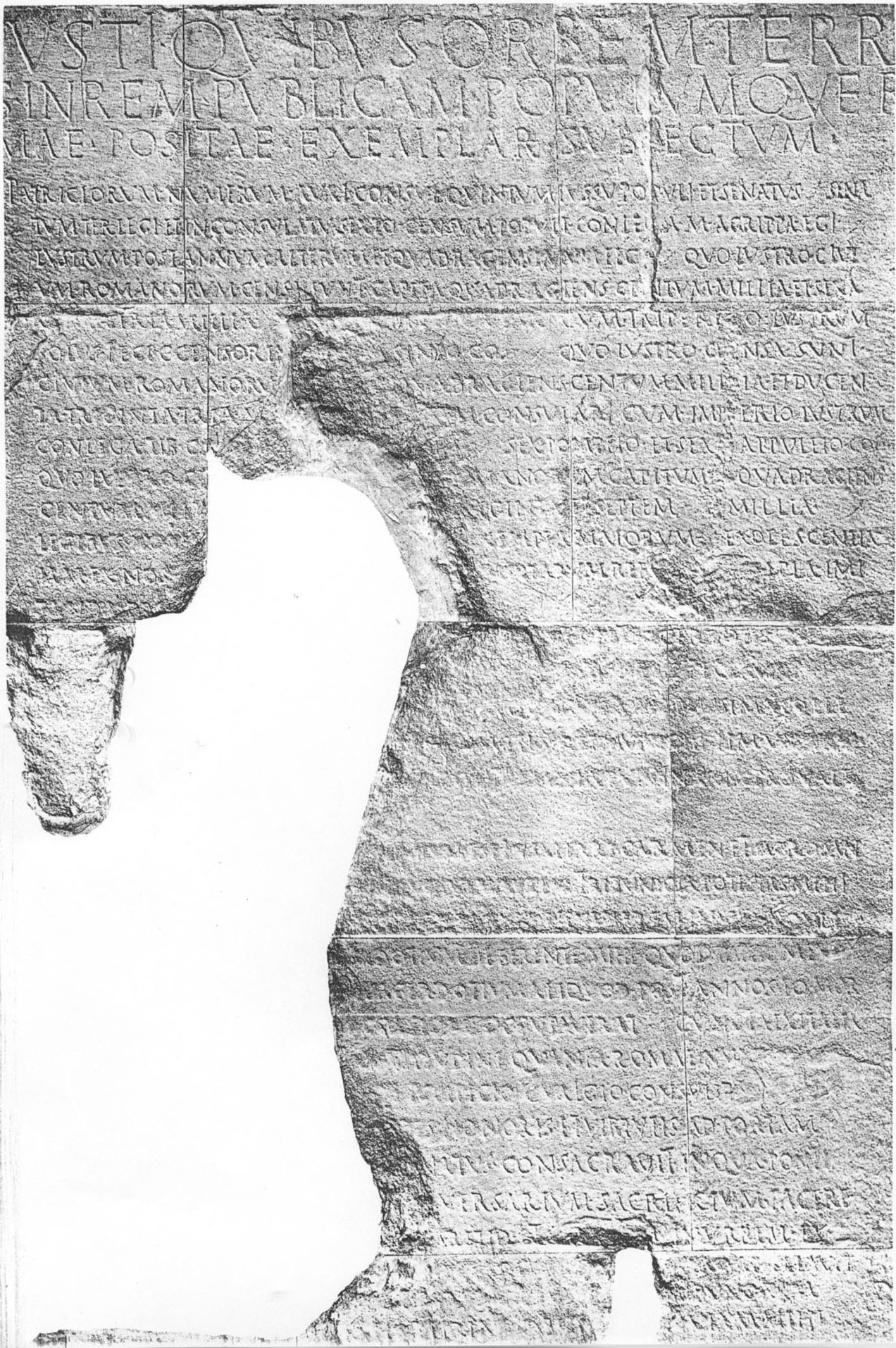
بخشی از تاریخ آگوستوس الهی از معبد آگوستوس و روم در آنکارا، بین ۲۵ قبل از میلاد - ۲۰ قبل از میلاد ساخته شده‌است.

در زمان امپراتور آگوستوس (۶۳ قبل از میلاد - ۱۴ بعد از میلاد)، دولت روم به اطلاعات دقیق مالی دسترسی داشت، همان‌طور که در کتیبه عظیم Res Gestae Divi Augusti ("اعمال آگوستوس الهی") مشهود است. این کتیبه روایتی از قیمومیت امپراتور آگوستوس برای مردم روم بود و هزینه‌های عمومی وی شامل توزیع به مردم، اعطای زمین یا پول به سربازان قدیمی ارتش، یارانه به خزانه، ساخت معابد، هدایای مذهبی و هزینه‌های مربوط به نمایش‌های تئاتر و بازی‌های گلادیاتوری، که حدود یک دوره ۴۰ ساله را شامل می‌شود را فهرست و اندازه‌گیری کرد. گستره اطلاعات حسابداری در اختیار امپراتور نشان می‌دهد که هدف آن شامل برنامه‌ریزی و تصمیم‌گیری است.

## دوره‌های قرون وسطی و رنسانس

### حسابداری دوبل
در ایران در قرن هشتم، دانشمندان با الزام قرآن مواجه شدند که مسلمانان بدهی خود را به عنوان بخشی از وظیفه خود برای پاسخگویی به خدا در همه مسائل زندگی خود حفظ کنند. این امر به ویژه در مورد وراثت، که نیاز به حسابداری دقیق برای املاک پس از مرگ یک فرد داشت، دشوار شد. دارایی‌های باقی مانده پس از پرداخت هزینه‌های تشییع جنازه و بدهی‌ها به هر یک از اعضای خانواده در سهام ثابت اختصاص داده شد و شامل زنان، فرزندان، پدران و مادران می‌شد. این امر مستلزم استفاده گسترده از نسبت‌ها، ضرب و تقسیم است که به ریاضیات اعداد هندو-عربی بستگی دارد.
ریاضیات وراثت با سیستمی که توسط ریاضیدان اسلامی قرون وسطی محمد بن موسی خوارزمی (در اروپا به عنوان الگوریتمی معروف است که ما از آن «الگوریتم» گرفته‌ایم) حل شد. اثر خوارزمی با عنوان «کتاب جامع محاسبه با اتمام و متعادل سازی» ریاضیات جبر را تأسیس کرد، و آخرین فصل به حسابداری دوبل اختصاص داده شد که برای حل و فصل میراث اسلامی مورد نیاز است. آثار خوارزمی در زمانی که گفتگو و تجارت قابل ملاحظه ای بین علمای عرب، یهودی و اروپایی وجود داشت به‌طور گسترده منتشر شد. این آموزش در مراکز آموزشی اندلس در ایبریا تدریس می‌شد و از قرن دهم به بعد، به آرامی به بانک‌های اروپایی راه پیدا کرد، که علیرغم ممنوعیت گناهکار بودن کلیسای قرون وسطی، اعداد هندو عربی را به کتاب‌های حسابداری وارد کرد. به عنوان مثال، بانکداران در قاهره از سیستم حسابداری دو ورودی استفاده می‌کردند که قبل از استفاده از چنین فرم در ایتالیا شناخته شده بود، و اسناد آن از قرن ۱۱ بعد از میلاد باقی مانده‌است که در قاهره Geniza یافت می‌شود. فیبوناچی اعداد دو ورودی و هندو-عربی را در Liber Abaci خود قرار داد که در ایتالیا و اروپا به‌طور گسترده خوانده شد.

## حسابداری حرفه ای مدرن
حسابداری مدرن محصول قرنها فکر، عادت، عادت، عمل و قرارداد است. دو مفهوم وضعیت فعلی حرفه حسابداری را شکل داده‌است. اولاً، توسعه سیستم نگهداری دو جلد کتاب در قرن چهاردهم و پانزدهم و دوم، حرفه ای شدن حسابداری که در قرون نوزدهم و بیستم ایجاد شد. حرفه مدرن حسابدار رسمی در قرن نوزدهم در اسکاتلند پدید آمد. در این مدت، حسابداران اغلب به انجمن‌های مشابه وکلا تعلق داشتند و وکلای اخیر گاهی به مشتریان خود خدمات حسابداری ارائه می‌دادند. حسابداری مدرن اولیه شباهت‌هایی با حسابداری قانونی امروزی داشت:
"مانند حسابداران پزشکی قانونی امروز، حسابداران وظایف شاهدان مالی متخصص را در خدمات عمومی خود قرار دادند. بخشنامه ای در سال ۱۸۲۴ که عملکرد حسابداری یکی از جیمز مک کللند از گلاسکو را اعلام می‌کند، وی قول می‌دهد که" اظهارات خود را در برابر داوران، دادگاه‌ها یا شوراها "بیان می‌کند.
در ژوئیه ۱۸۵۴ مؤسسه حسابداران در گلاسکو از ملکه ویکتوریا درخواست منشور سلطنتی کرد. در دادخواست، که توسط ۴۹ حسابدار گلاسکو امضا شد، استدلال می‌شد که حرفه حسابداری مدتهاست که در اسکاتلند به عنوان حرفه ای متمایز و دارای احترام زیاد وجود دارد و اگرچه تعداد پزشکان در ابتدا اندک بوده‌است، اما تعداد آنها به سرعت در حال افزایش بوده‌است. این دادخواست همچنین خاطرنشان کرد که حسابداری به گروه‌های مختلفی از مهارت‌ها نیاز دارد. حسابدار و همچنین مهارتهای ریاضی برای محاسبه، باید با اصول کلی سیستم حقوقی آشنا باشد زیرا آنها اغلب در دادگاه‌ها برای ارائه شواهد در امور مالی به کار گرفته می‌شوند. انجمن حسابداران ادینبورگ نام «حسابدار رسمی» را برای اعضا انتخاب کرد.
در اواسط قرن نوزدهم، انقلاب صنعتی بریتانیا در جریان بود و لندن مرکز مالی جهان بود. با رشد شرکت با مسئولیت محدود و تولید و تدارکات در مقیاس بزرگ، تقاضا برای حسابداران ماهرتر از نظر فنی که قادر به مدیریت پیچیده‌ترین معاملات جهانی با سرعت بالا هستند، قادر به محاسبه ارقامی مانند استهلاک دارایی‌ها و ارزش گذاری موجودی و آگاهی از جدیدترین بود. تغییرات در قوانین مانند قانون شرکت جدید، سپس معرفی می‌شود. با افزایش شرکت‌ها، تقاضا برای حسابداری قابل اعتماد افزایش یافت و این حرفه به سرعت به بخشی جدایی ناپذیر از تجارت و سیستم مالی تبدیل شد.
برای بهبود وضعیت خود و مقابله با انتقاد از استانداردهای پایین، نهادهای حرفه ای محلی در انگلستان با هم ادغام شدند و مؤسسه حسابداران رسمی در انگلستان و ولز را ایجاد کردند، که توسط منشور سلطنتی در سال ۱۸۸۰ تأسیس شد. در ابتدا با کمتر از ۶۰۰ عضو، مؤسسه تازه تأسیس به سرعت گسترش یافت. به زودی استانداردهای رفتاری و امتحانات را برای پذیرش تنظیم کرد و اعضا مجاز به استفاده از نام‌های حرفه ای "FCA" (Fellow Chartered Accountant)، برای شریک شرکتی و "ACA" (Associate Chartered Accountant) برای یک عضو واجد شرایط در کارکنان حسابدار بودند. به در ایالات متحده، مؤسسه حسابداران عمومی رسمی آمریکا در سال ۱۸۸۷ تأسیس شد.